# Менар, Амеде
Амеде Менар (фр. Amédée Ménard; 16 октября 1806, Нант, метрополия Франции — 22 октября 1879, Нант, метрополия Франции) — французский скульптор академического направления, художник-педагог.

## Биография
Амеде Менар родился в Нанте, Франция, в семье Рене Франсуа Менара, торговца лесом; он был двоюродным дедом архитектора Рене Менара (1876—1958). С юных лет интересуясь искусством, он оставил изучение латинской и греческой литературы, чтобы посвятить себя исключительно рисованию и скульптуре. Он стал студентом Школы изящных искусств в Нанте (École supérieure des beaux-arts de Nantes Saint-Nazaire), где позднее был профессором. Менар поступил в мастерскую скульптора Тюри, где проходил обучение, прежде чем стать учеником скульптора Доминика Молькнехта.
В 1825 году в возрасте девятнадцати лет он переехал в Париж для дальнейшего обучения у скульптора Жюля Раме. Он регулярно выставлял свои произведения в Парижском салоне, прежде чем вернуться в Нант. Окончив к 1830 году своё обучение, Менар намеревался принять участие в конкурсе на соискание Римской премии, однако Июльская революция 1830 года заставила его вернуться в Нант. Однако там он пробыл всего год, прежде чем снова уехать в столицу.
Но парижская жизнь снова оказалась ему не по душе и не по средствам, поэтому он через пять лет решил вернуться в родной город, чтобы обосноваться там навсегда. В своей мастерской в Нанте он давал уроки рисования Шарлю-Огюсту Лебуру и Огюсту Тульмушу. Его мастерская быстро стала одной из самых известных в городе, куда часто приезжали и другие художники, например, скульптор из Вандеи Гастон Гиттон (1825—1891).
Менар создавал монументальные статуи исторических и мифологических персонажей, а также барельефы, в частности для фронтонов зданий . Жозеф Биго, архитектор из Кемпера заказал нантскому скульптору создать композицию для фронтона фасада Музея изящных искусств Кемпера: аллегорию живописи и архитектуры, окружающую герб города, и, снова по просьбе последнего, он создал для собора Сен-Корантен лежащую фигуру монсеньора Граверана (1855), а также гипсовую модель для гранитной конной статуи короля Градлона, выполненной скульптором Лебреном де Лорьеном и торжественно открытой 10 октября 1858 года (модель хранится в Музее изящных искусств Кемпера).
Амеде Менар скончался в своём доме в Нанте по адресу рю Мену, дом 17[7] и был похоронен в том же городе на кладбище Мизерикорд.
Среди самых известных скульптурных работ Менара: памятник контр-адмиралу Теодору Лере в Порнике, горельеф «Дева Мария — покровительница моряков» на фронтоне церкви Нотр-Дам-де-Бон-Порт (Église Notre-Dame-de-Bon-Port) в Нанте и горельеф на фасаде музея изящных искусств в Кемпере (фр.), надгробие епископа Жозефа-Мари Граверана (фр.) в кафедральном соборе Кемпера, статуя Святой Анны в Нанте. Кроме того, произведения Менара можно увидеть в нантском музее Добре.
Именем скульптора названа улица в Нанте.

## Галерея

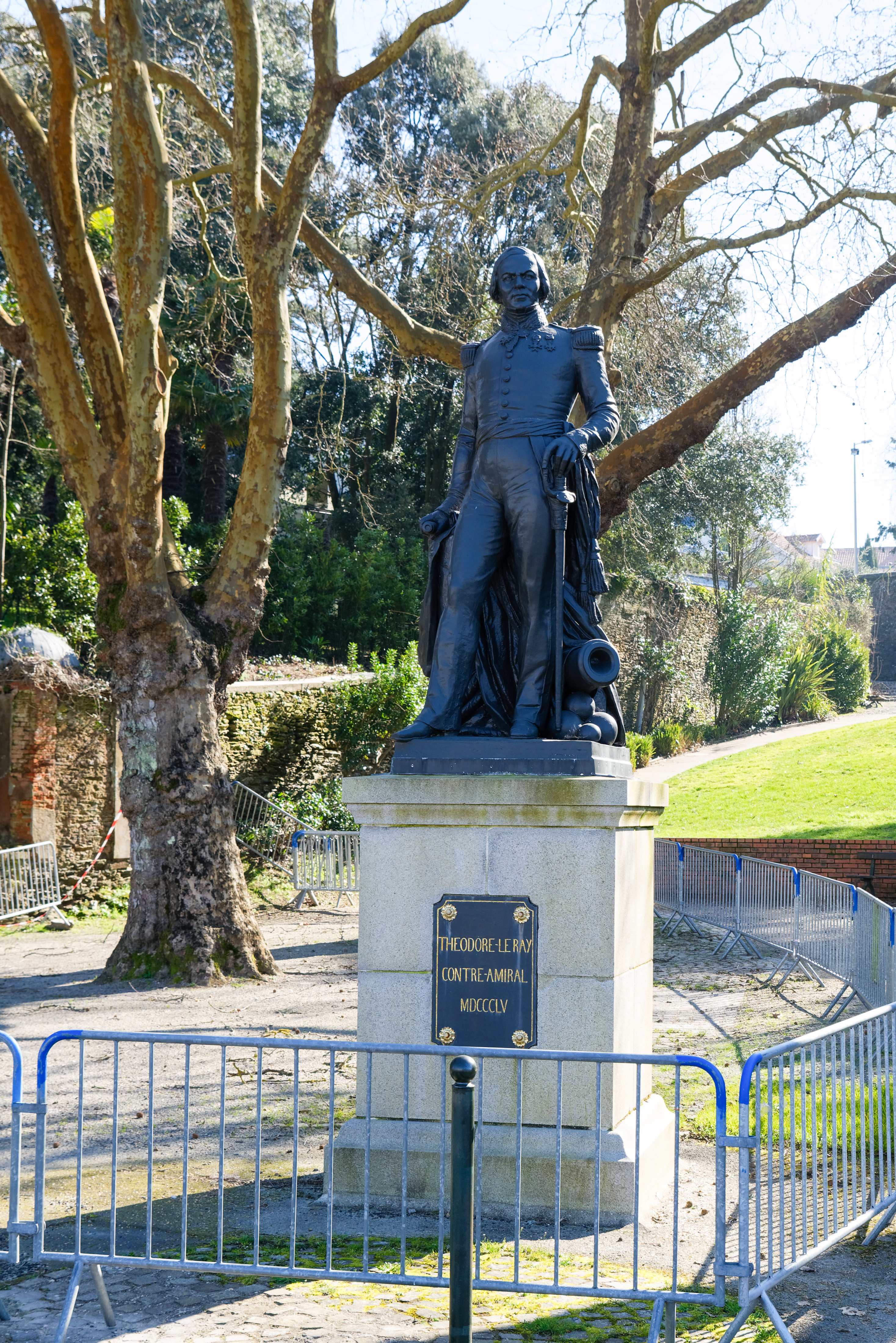
Памятник контр-адмиралу Лере в Порнике. 1855
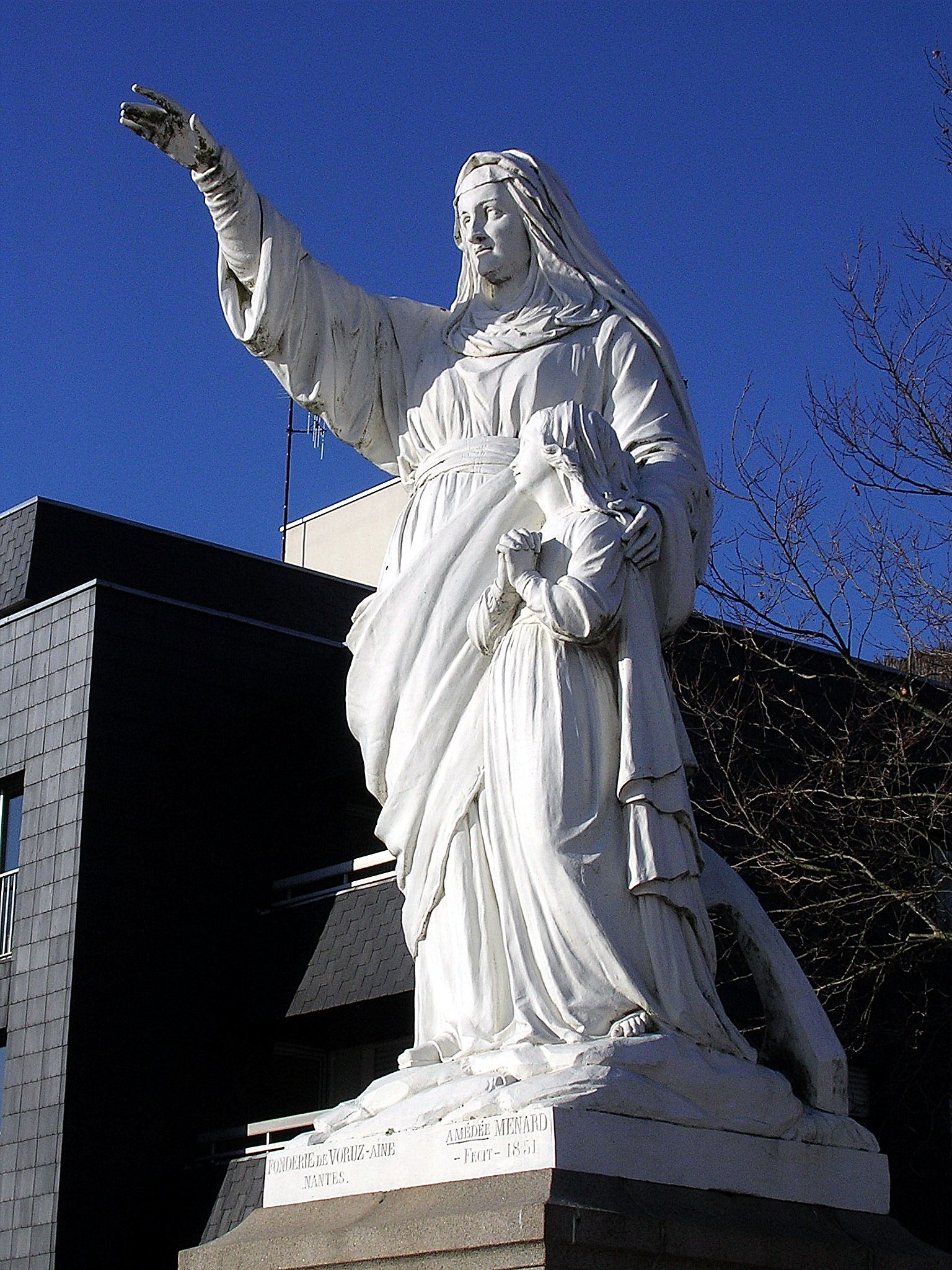
Святая Анна. 1851. Нант
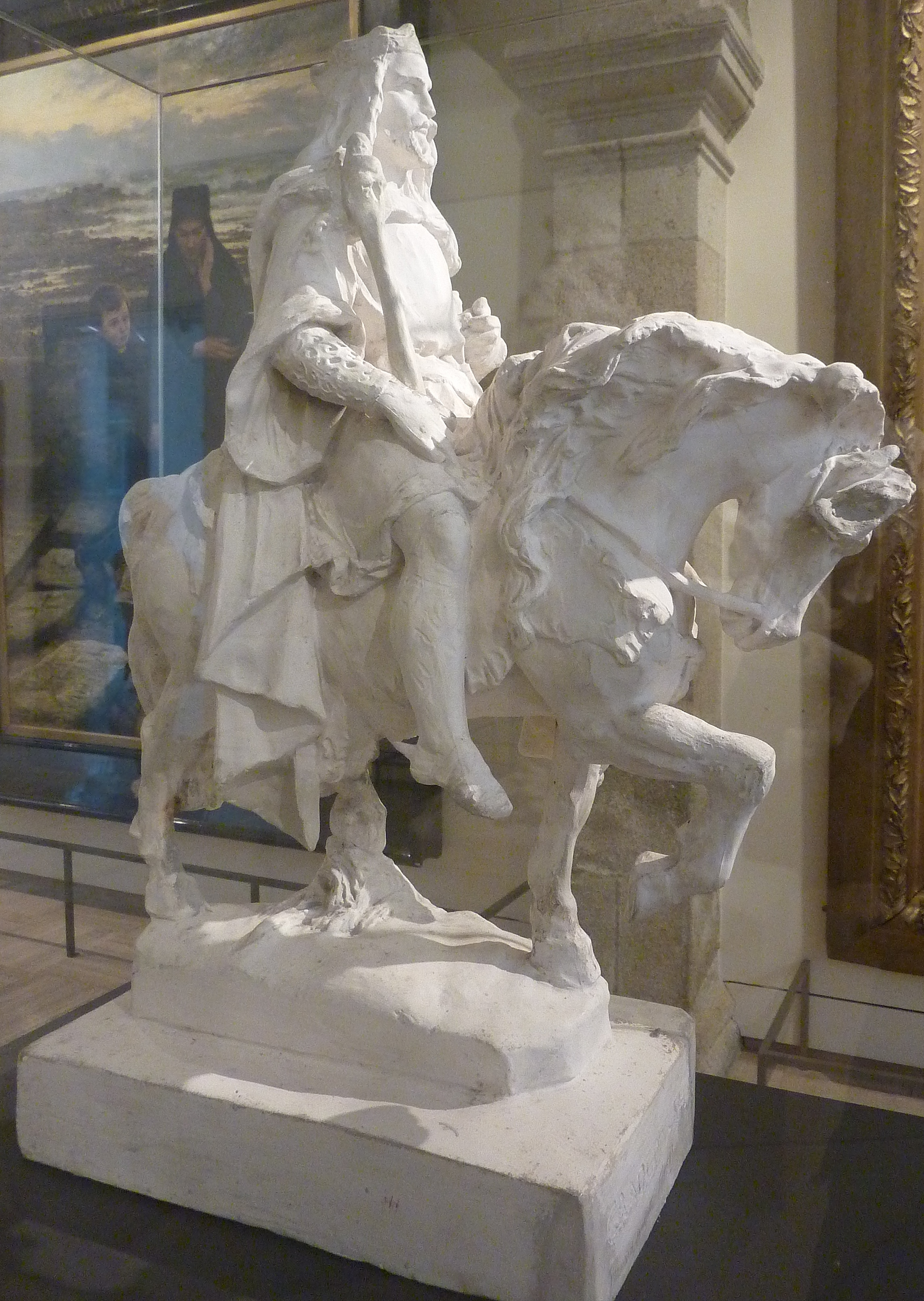
Король Градлон. 1850. Гипс. Музей изящных искусств, Кемпер
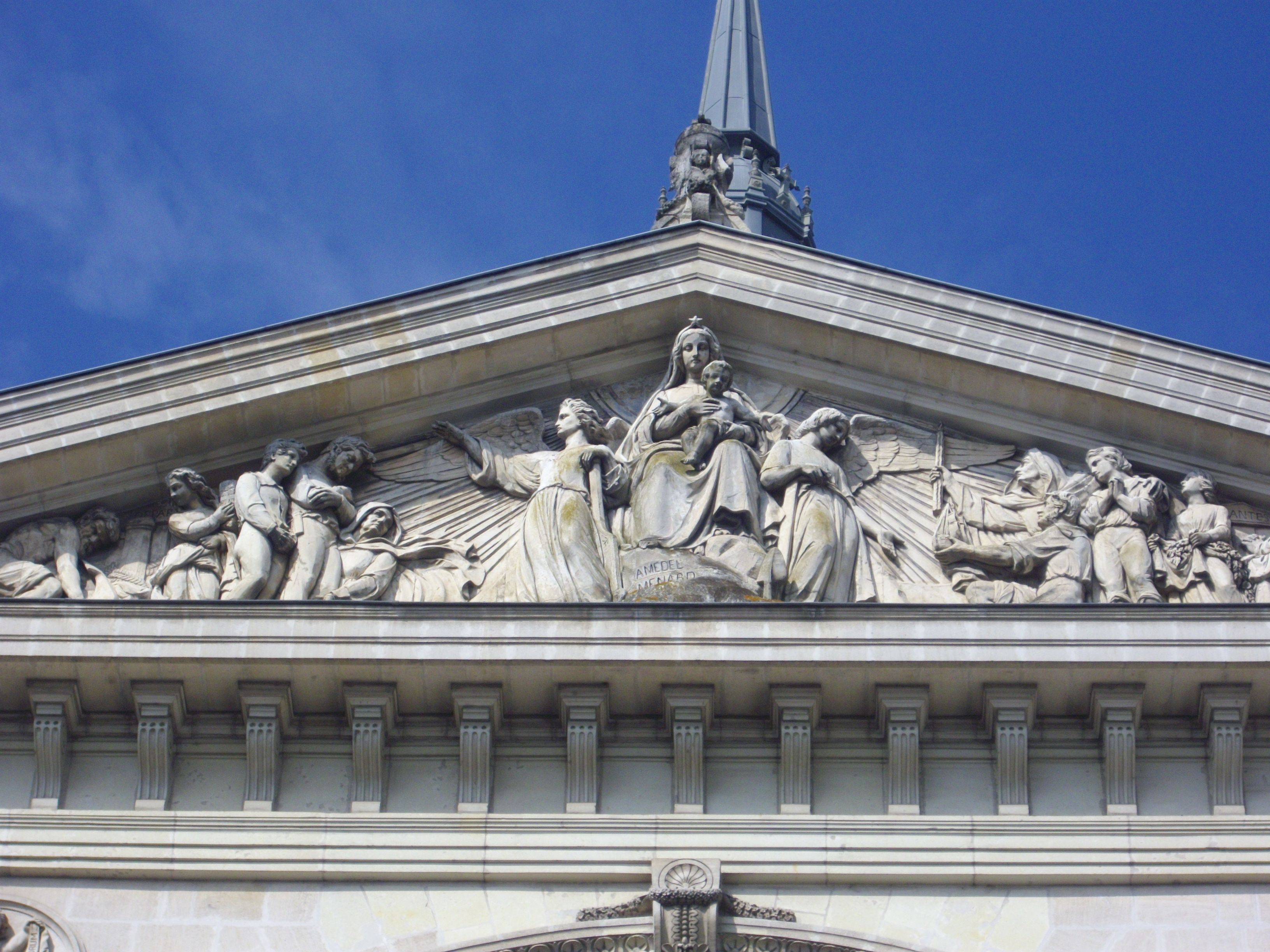
Дева Мария, покровительница моряков. 1858. Фронтон церкви Нотр-Дам-де-Бон-Порт в Нанте
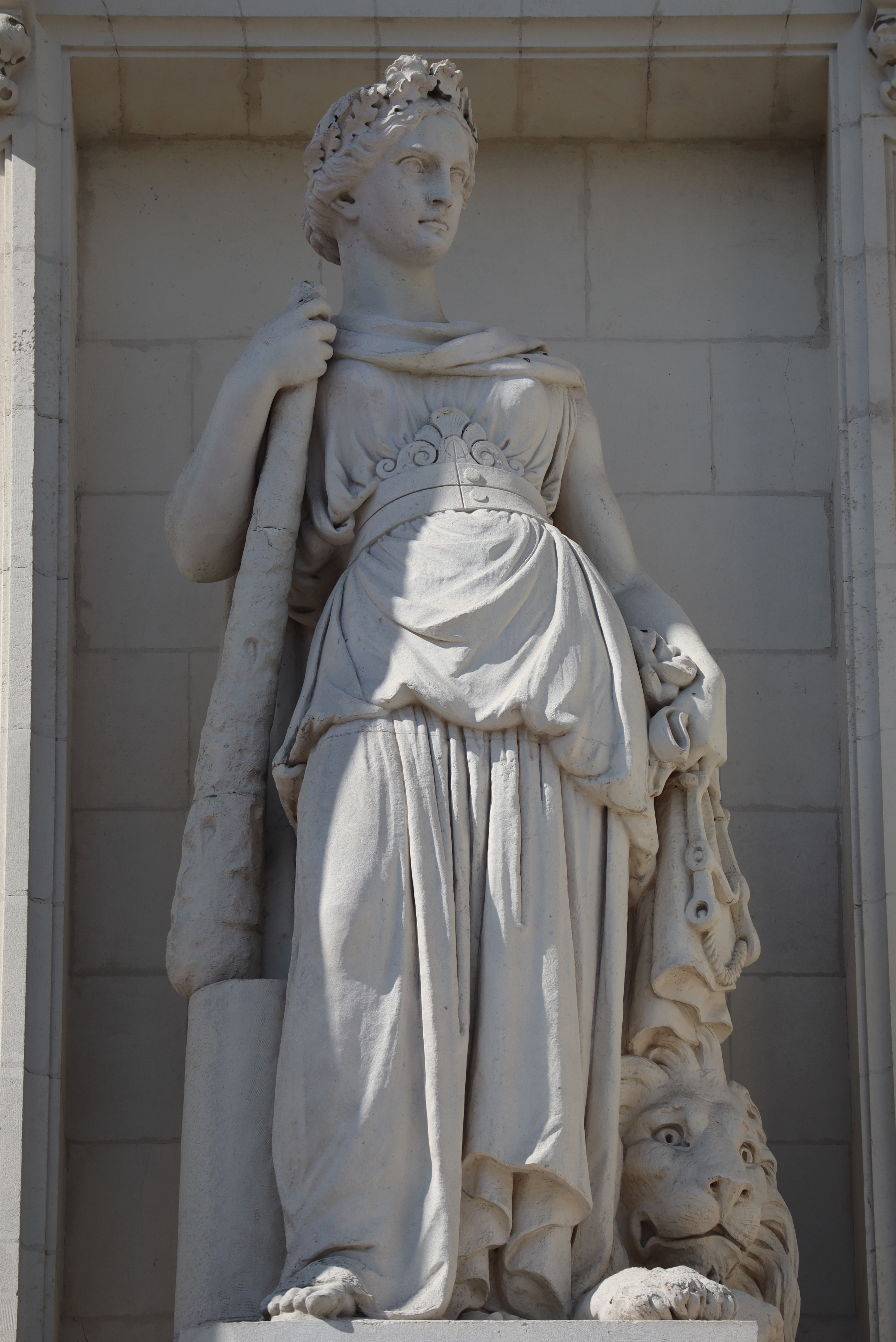
Аллегория силы. Старое здание суда, Нант